# Pascal Brindeau
Pour les articles homonymes, voir Brindeau.
Pascal Brindeau, né le 20 juin 1974 à Vendôme (Loir-et-Cher), est un homme politique français.

## Biographie
Juriste, diplômé de l'université de Paris 2, il est l'attaché parlementaire de Maurice Leroy de 1997 à 2004 avant de travailler au conseil général de Loir-et-Cher, au cabinet du président, à la direction générale des services en tant que chargé de mission, puis à la direction de la communication où il est chargé des relations avec la presse jusqu'au 5 décembre 2010. 
Conseiller municipal de Vendôme de 2001 à 2014, il est élu suppléant de Maurice Leroy aux élections législatives de 2007 et devient député de la 3e circonscription le 15 décembre 2010, en remplacement de ce dernier, nommé ministre de la Ville du troisième gouvernement de François Fillon. Dans ce cadre, il rédige un rapport sur la gestion des âges de la vie dans la Fonction publique.
Il soutient la candidature de Jean-Louis Borloo à l'élection présidentielle de 2012.
Maurice Leroy est réélu député de la troisième circonscription au terme des élections législatives de 2012, Pascal Brindeau redevient alors son suppléant.
Le 30 mars 2014, la liste « Résolument Vendôme », conduite par Pascal Brindeau, recueille 51,89 % des voix au second tour, face à celle conduite par la maire (PS) sortante, Catherine Lockhart, qui obtient 37,83 %, et celle du Front national conduite par Renaud Grazioli qui totalise 10,28 % des voix. Il est élu maire de Vendôme le 4 avril 2014.
Il est nommé secrétaire sur la thématique de la fonction publique au sein du bureau national de l’UDI en juin 2018.
À la suite de la démission de Maurice Leroy et en tant que suppléant de ce dernier, il retrouve les bancs de l'Assemblée nationale le 10 janvier 2019. Par ailleurs, afin de respecter la loi sur le non-cumul des mandats, il abandonne ses fonctions de maire et de président de la communauté d'agglomération. Ses successeurs ont été respectivement élus les 31 janvier et 2 février 2019.
En juillet 2020, il est le seul député UDI à voter contre la confiance au nouveau gouvernement Jean Castex.
Il est nommé porte-parole de l'UDI à l'automne 2020.
De février à septembre 2020, il est rapporteur de la commission d'enquête parlementaire sur la fraude aux prestations sociales. Il dénonce dans son rapport une fraude pouvant s'élever à 45 milliards d'euros par an.
Candidat à la députation en 2022, il est éliminé au premier tour derrière Marine Bardet (Rassemblement national) et Christophe Marion (Ensemble), qui sera élu député de la 3ème circonscription de Loir-et-Cher.
En 2024 en désaccord avec l’alliance électorale de l’UDI avec le parti macroniste Ensemble pour la République aux élections européennes puis aux législatives convoquées après la dissolution , il quitte le parti de centre droit et crée Territoires & République formation politique qui entend participer à la refondation de la droite et du centre. 

## Prises de position
Lors du débat sur la PMA pour toutes, le 26 septembre 2019, Pascal Brindeau suscite l'émoi des députés dans l'hémicycle en déclarant « l'orientation sexuelle est un choix » et que « En tout cas, (l'orientation sexuelle) n'est pas un déterminisme de naissance et toutes les études l'ont montré ». Il poursuit en estimant que l'ouverture de la PMA mènera à l'instauration de la GPA.

## Détail des mandats et fonctions

### Mandats parlementaires
- 15 décembre 2010 – 16 juin 2012 : député de la 3e circonscription de Loir-et-Cher.
- 10 janvier 2019 - 21 juin 2022 : député de la 3e circonscription de Loir-et-Cher.

### Mandats locaux
- Mars 2001 – mars 2014 : conseiller municipal de Vendôme.
- 4 avril 2014 – 31 janvier 2019 : maire de Vendôme.
- 14 avril 2014 – 31 décembre 2016 : président de la communauté de communes du Pays de Vendôme.
- 2 avril 2015 - 31 janvier 2019 : conseiller départemental de Loir-et-Cher, élu dans le canton de Vendôme.
- 9 janvier 2017 – 2 février 2019 : président de la communauté d'agglomération Territoires Vendômois.
- 31 janvier 2019 - mars 2020 : conseiller municipal de Vendôme.